# Mireasa din tren
Mireasa din tren este un film românesc din 1980 regizat de Lucian Bratu. Rolurile principale au fost interpretate de actorii Gheorghe Visu, Aurora Leonte și Radu Gheorghe.

## Rezumat
Trei tineri, Mihu (Gheorghe Visu), motociclist acrobat, Filimon (Radu Gheorghe), fostul sau coleg de la fabrica de unde Mihu a plecat, pentru a cutreiera tara si ospatarita Carolina (Aurora Leonte), mireasa-din-jocul-de-a-mersul-cu-trenul, alcatuiesc un triunghi foarte relevant pentru situatia sociala a vremii, fiecare dintre ei reprezentind o categorie precisa a tineretului comunist. Mihu e non-conformistul, e atractiv si superb in nebunia lui; Carolina vine dintr-o familie dezorganizata, e muncitoare, dar n-are nimic altceva de care sa se agate, lipsa tatalui bun impingind-o sa caute mai mult dragostea decit o profesie, iar Filimon e muncitorul comunist ideal, care merge la seral sa invete, ca sa-si ia bacul, umbla cu vesta de lâna si camasa in patratele si e cumsecade. Are familie, are si idealuri - acelea, mici pe care le permitea sistemul - si se indragosteste de Carolina. Care joaca un joc foarte cunoscut, incercând sa-l faca gelos pe Mihu si sa-l determine sa "o ia", il ațâță pe Filimon.
Mihu si Carolina se joaca de-a mirele si mireasa in trenuri, iar, in final, Filimon va "rapi" "mireasa".

## Distribuție
Distribuția filmului este alcătuită din:
- Gheorghe Visu — Mihu, motociclist acrobat, fost muncitor la combinat, iubitul Carolinei
- Aurora Leonte — Carolina, ospătăriță la terasa „Grădinița”
- Radu Gheorghe — Filimon, macaragiu la combinat, elev la cursurile serale ale liceului, fostul coleg de bancă al lui Mihu
- Radu Vaida — Șovagău, șeful secției Turnătorie a combinatului, cântăreț la contrabas, fostul coleg de școală al lui Mihu
- Ica Matache — Ioana, mama lui Filimon
- Dorel Vișan — Dumitru, tatăl lui Filimon, muncitor pensionar
- Ion Igorov — Scarlat, fratele Ioanei și cumnatul lui Dumitru, maistrul ieșit recent la pensie
- Răzvan Vasilescu — Anton, muncitor la combinat și ziarist amator, un tânăr glumeț pasionat de fotografiat
- Vasile Muraru — Pașa, muncitorul lăutar transferat la Călărași
- Valentina Caracașian-Bucur — Tincuța, mama Carolinei, bucătăreasă și ospătăriță la o cabană
- Gil Dobrică — Vasile, concubinul Tincuței și tatăl vitreg al Carolinei, responsabilul cu aprovizionarea al cabanei
- Andrei Peniuc
- Ilie Ghimbir
- Ilie Gâlea
- Rachici Predrag
- Luminița Sicoe — Tanța, ospătăriță la terasa „Grădinița”, colega Carolinei
- Florea Petre
- Victor Diță
- Nuță Gheorghe
- Vasile Moldovan
- Dumitru Capră
- Andrei Kiss
- Gheorghe Vlasici
- Ion Țițidig
- Frații Pițigoi — lăutarii oșeni din tren
- Ion Văduva
- Maria Pagu
- Alois Kloth
- Vasile Meda
- Gheorghe Brîndușoiu
- Ioan Luchian Mihalea — prietenul lui Vasile, care ia masa la terasa „Grădinița” (nemenționat)

## Primire
Filmul a fost vizionat de 1.361.500 de spectatori în cinematografele din România, după cum atestă o situație a numărului de spectatori înregistrat de filmele românești de la data premierei și până la data de 31 decembrie 2014 alcătuită de Centrul Național al Cinematografiei.